# Asín
Asín – gmina w Hiszpanii, w prowincji Saragossa, w Aragonii, o powierzchni 18,47 km². W 2011 roku gmina liczyła 115 mieszkańców.